# ГЕС Кадерусс
ГЕС Кадерусс (фр. Caderousse) — гідроелектростанція на південному сході Франції. Входить до складу каскаду на річці Рона, знаходячись між ГЕС Боллен (вище по течії) та Авіньйон і Совтерр.
Праву протоку Рони перекрили греблею висотою 18,5 метра та довжиною 204 метри, яка складається із восьми водопропускних шлюзів та утримує витягнуте по долині річки водосховище із площею поверхні 9,5 км2 та об'ємом 60 млн м3. Гребля спрямовує воду до лівої протоки (каналу) довжиною майже 4 км, посередині якої розташований машинний зал руслового типу, а праворуч від нього облаштований судноплавний шлюз.
Зал обладнаний шістьма бульбовими турбінами загальною потужністю 156 МВт. При напорі у 8,6 метра вони забезпечують виробництво 843 млн кВт·год електроенергії на рік.